# 巴西橙产业

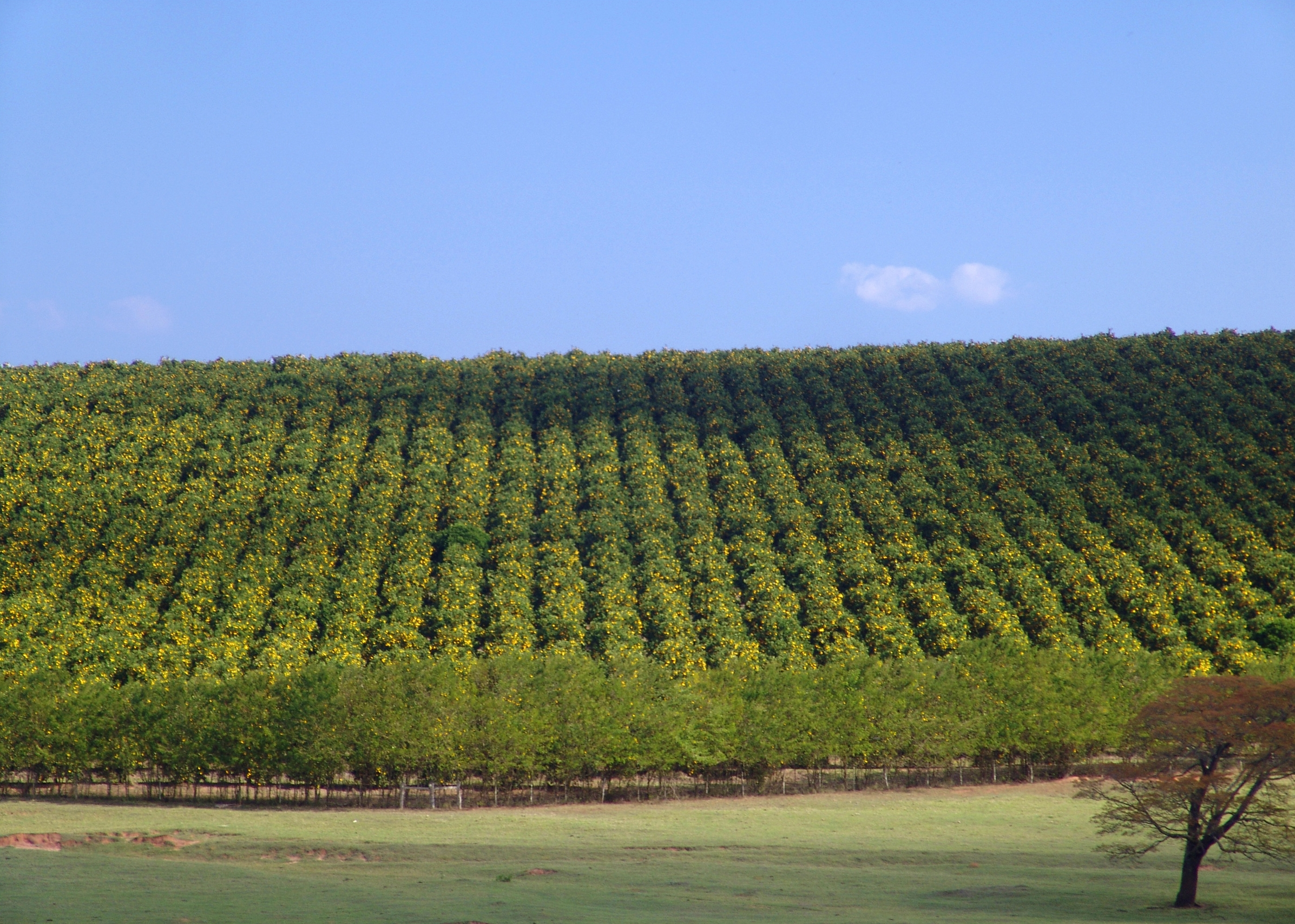
阿瓦雷的种橙园

巴西是世界主要产橙国之一。

## 历史
1530年前后，葡萄牙王國将橙引入巴西殖民地。

## 生产状况

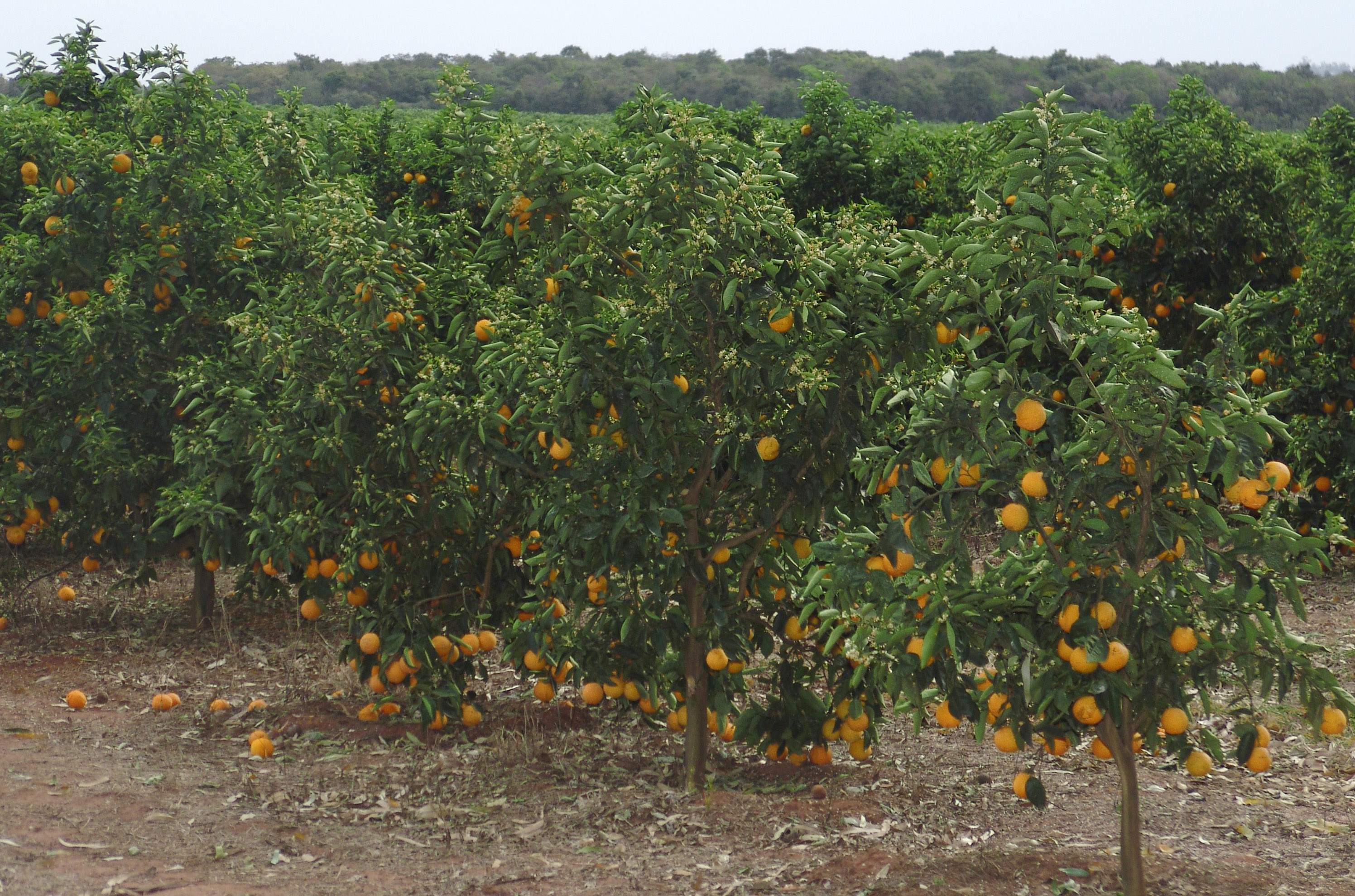
阿瓦雷的种橙园

联合国粮食及农业组织的统计数据显示，巴西2013年橙的收获面积为70.22万公顷，较2003年的83.6041万公顷有所下降。
巴西也是世界上最大的橙汁出口国。根据美国农业部的数据，该国2012年的橙汁出口量为120万吨，是世界第二大出口国美国的12倍。
2013年，全球橙价低迷，其原因之一是巴西在前两个产橙季连续丰收，大大增加了橙的全球供应，导致橙的世界市场价格下跌31%。据报道，当年有许多巴西橙农放弃种植甜橙及其他柑橘类水果，转而种植甘蔗等其他作物。巴西橙农被挤出市场的原因被认为是国内橙子价格下降以及劳动力和农用化学品成本上升。
圣保罗州是巴西最大的橙产区。2019年，圣保罗州橙的产量达到13,256,246吨，占当年巴西总产量（17,073,593吨）的78%，相当于当年世界橙总产量（78,699,604吨）的16.84%，超过了世界第二大产橙国中国当年的产量（10,435,719吨）。同年巴西其他产橙较多的地区还有米纳斯吉拉斯州（989,032吨）、巴拉那州（694,424吨）、巴伊亚州（574,211吨）和塞尔希培州（364,766吨）。
圣保罗大学应用经济学高级研究中心的数据显示，从2007年1月到2013年5月，巴西工业买家出售的每盒橙子的均价由15.46巴西雷亚尔降至6.50巴西雷亚尔，下降了近60%。

## 人权侵害问题
侵犯人权作为农业大规模生产中经常出现的一个问题，同样出现在巴西的橙产业中。
2015年，德国非政府组织Christliche Initiative Romero和奥地利非政府组织Global 2000的报告称，巴西橙汁供应巨头库特拉莱公司下辖的种植园的工人已经数周没有拿到工资。此外，由于当地的劳工承包商收取的交通费和食宿费过于高昂，工人们的负债与日俱增。由于欠承包商巨额债务，且负担不起回家的交通费用，工人们无法离开种植园。
该报告的作者称这是一种现代的蓄奴制度，而且有这种行为的公司不止库特拉莱一家。巴西劳工和就业部已将库特拉莱列入其“肮脏名单”。巴西在1990年代中期推出了一项反奴隶制战略，对于被发现有上述蓄奴劳动行为的公司，当局会对其进行突击搜查并曝光，使其名誉扫地。圣保罗州的检察官表示，在过去十年中，他们调查了库特拉莱的劳工行为286次，另两家橙汁业巨头路易达孚和西澄也分别被调查了71次和50次。在一些调查之后，检方还提起了诉讼，例如2014年3月，法庭判决库特拉莱等三家公司支付1.13亿雷亚尔的罚款，并停止违规分包橙子采摘机。